# Forza d’Agrò

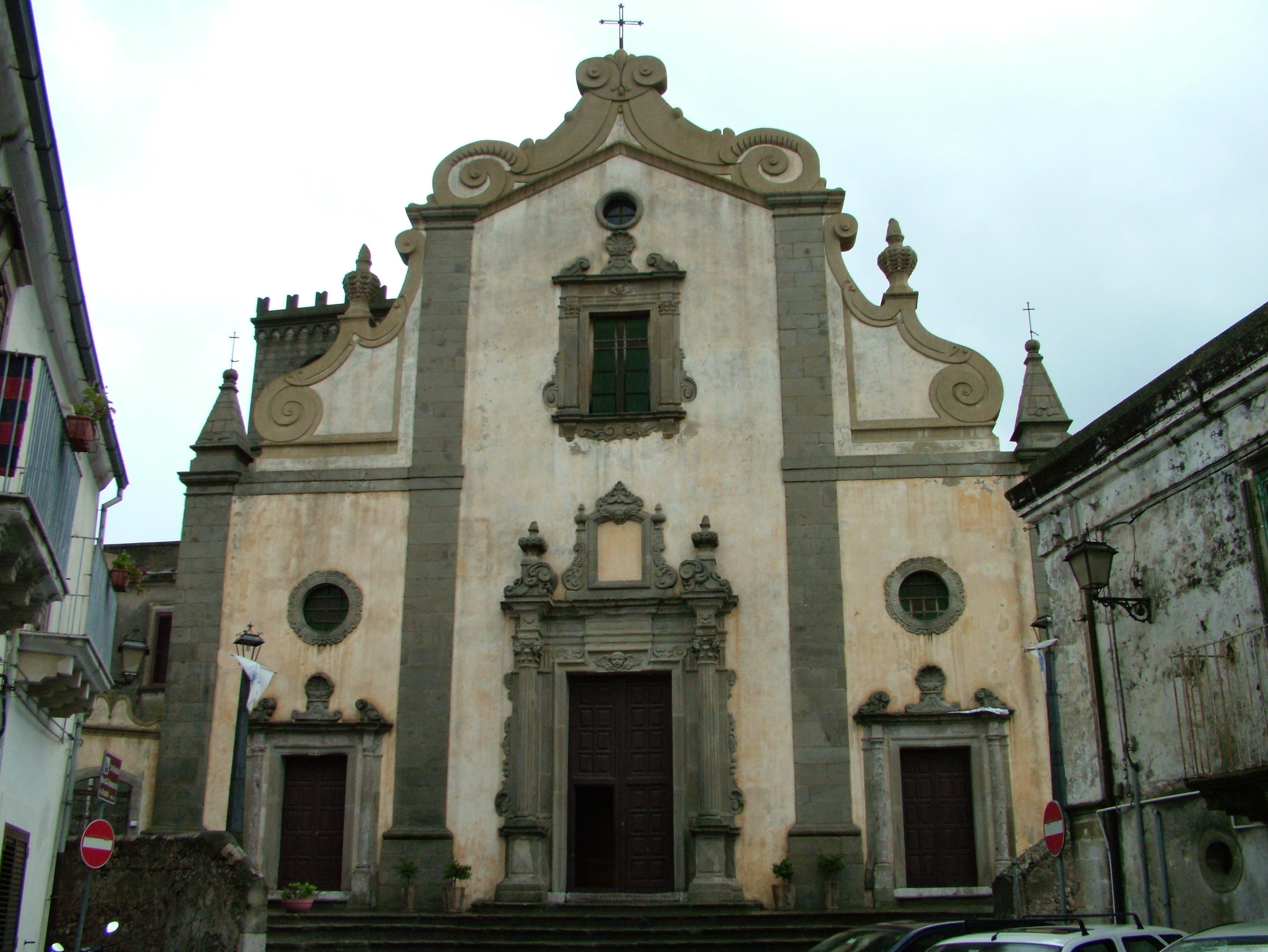
Katedra w Forza d’Agrò

Forza d’Agrò – miejscowość i gmina we Włoszech, w regionie Sycylia, w prowincji Mesyna.
Według danych na rok 2004 gminę zamieszkuje 860 osób, 78,2 os./km².